# Bitnet
BITNET était un réseau informatique coopératif d'universités américaines, fondé en 1981 sous l'égide d'Ira Fuchs et de Greydon Freeman de l'université de la ville de New York (CUNY).

## Historique
La première liaison fut entre CUNY et l'université Yale. D'un point de vue technique, BITNET était différent d'Internet parce que c'était un réseau point-à-point fonctionnant en mode différé. C'est-à-dire que les courriels et les autres fichiers étaient transmis en entier d'un serveur à l'autre jusqu'à leur destination finale.
BITNET devint un acronyme pour « Because It's Time Network » (Réseau « parce qu'il est temps »), bien qu'à l'origine il signifiât « Because It's There Network » (Réseau « parce que c'est là »).
Le réseau était composé d'organismes de l'éducation, mais les mêmes protocoles de transmissions étaient utilisés pour un énorme réseau interne à IBM ; ce réseau était pendant un temps plus important que quelques autres réseaux tels que ARPAnet. Les liaisons BITNET fonctionnaient initialement à 9 600 bauds. Les protocoles BITNET finirent par être portés vers des systèmes d'exploitation non IBM.
À son point culminant, vers 1991, BITNET comprenait près de 500 organismes et 3 000 nœuds.
L'engouement et l'utilisation de BITNET déclinèrent avec l'avènement de TCP/IP et d'Internet au début des années 1990.
BITNET comprenait un service de messagerie électronique et le logiciel Listserv, et était présent avant le World Wide Web, FTP et Gopher. On pouvait également envoyer des fichiers ou des courts messages à d'autres utilisateurs (cette caractéristique était exploitée par BITNET Relay). Le premier magazine électronique de BITNET, intitulé VM/COM, émergea d'une newsletter de l'Université du Maine aux États-Unis, et était largement diffusé début 1984. Neuf années plus tard, un étudiant de la même Université du Maine publiera le premier magazine du WWW.
En 1984, deux étudiants de l'École des Mines de Paris (FREMP11 sur BITNET), Bruno Chabrier et Vincent Lextrait, mirent en service le premier multi-user dungeon global baptisé « MAD » pour « Multi Access Dungeon »,. Bientôt, 10 % des nœuds de BITNET dans le monde jouaient à MAD, jusqu'à ce que les administrateurs de BITNET, effrayés par le succès du jeu, demandent à l'École des Mines de le faire arrêter, après un peu moins de deux ans de fonctionnement. MAD fut installé sur plusieurs autres nœuds dans le monde, jusqu'au moment de son interdiction complète, conséquence de l'engouement dont il était l'objet, qui avait amené à plusieurs reprises BITNET à la saturation. MAD était écrit en REXX, et proposait plusieurs labyrinthes multi-étages, peuplés de robots (PNJ - Personnages non-joueur) mobiles communicants qui portaient irrévérencieusement les noms de professeurs de l'ENSMP. Il offrait en outre la possibilité aux avatars de dialoguer entre eux.